# Владимир Димитров-Майстора
Владимир Димитро́в-Ма́йстора (дослівно — Майстер) — болгарський художник, графік і вчитель. Вважається одним з найталановитіших болгарських художників XX століття. Малював портрети, пейзажі, побутові композиції. Також перший офіційний болгарський військовий кореспондент.

## Біографія
Народився 1 лютого 1882 року в селі Фролош, в сім'ї біженців з македонський сіл Магарево та Старий Істевник. У 1889 році родина переїхала в місто Кюстендил, де майбутній художник отримав освіту. Змінив кілька професій, працюючи маляром і писарем в окружному суді, де помітили його талант. На вільні пожертвування своїх співгромадян молодий Владимир Димитров поїхав у Софію вчитися в Художньому індустріальному училищі (нині Художня академія) у Жеко Спиридонова, Антона Мітова, Івана Мирквички.
У перший період своєї творчості малював, здебільшого, портрети і пейзажі. В роки Балканських воєн був військовим художником 13-го Рильського піхотного полку, під час Першої світової війни воєн числився художником у складі Рильської дивізії Болгарської армії. Створив ряд картин, у яких реалістично відтворив фронтове життя.
Перед війною і в післявоєнний період чимало подорожував, відвідав Російську імперію, Італію, Францію, Німеччину, США. Владимир Димитров завоював собі популярність художника, що кидає виклик академізму. Зазнав впливу течії толстоїзму. В 1922 році на персональній виставці він представив картини циклу «Жнива». У 1923 році працював в Італії. У Римі познайомився з американцем Джоном Крейном, якому продавав чимало своїх робіт у наступні роки.
З 1924 по 1951 рік постійно проживав у селі Шишковці, неподалік міста Кюстендила. Брав участь у спільних виставках та влаштовував персональні у Софії й інших містах країни, а також в селах. У цей період темою творів художника здебільшого було життя людей та природа Кюстендилського краю.
Навіть після здобутої популярності продовжував одягатися і жити бідно, не голячись і вживаючи просту їжу, за що чимало співвітчизників ставилися до нього з пошаною.

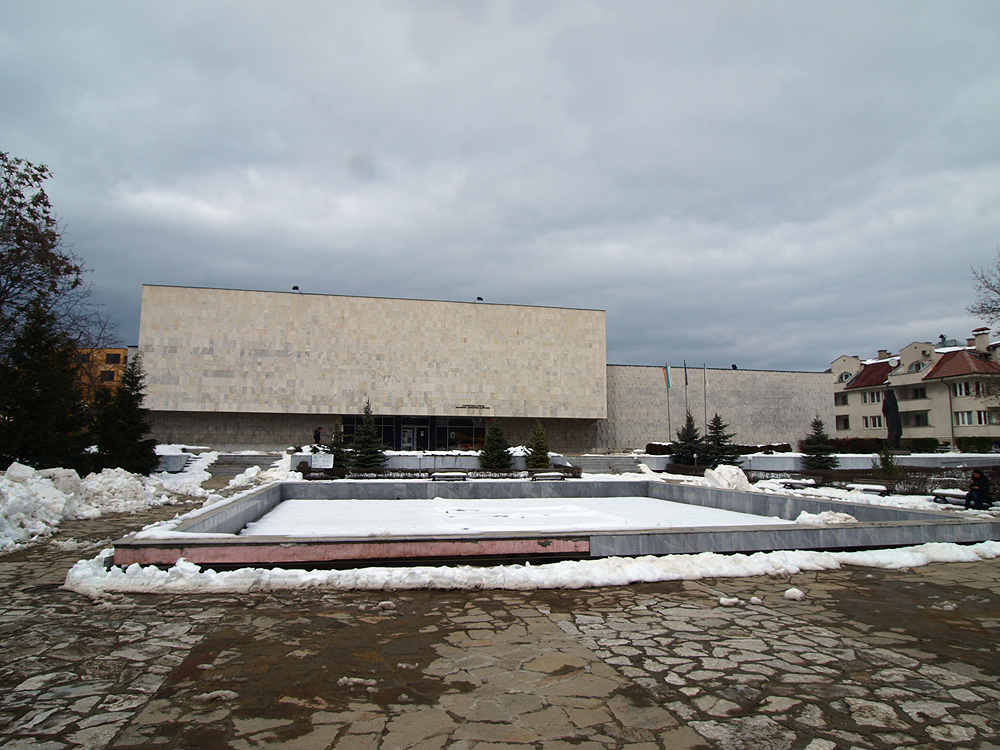
Художня галерея імені Владимира Димитрова у Кюстендилі

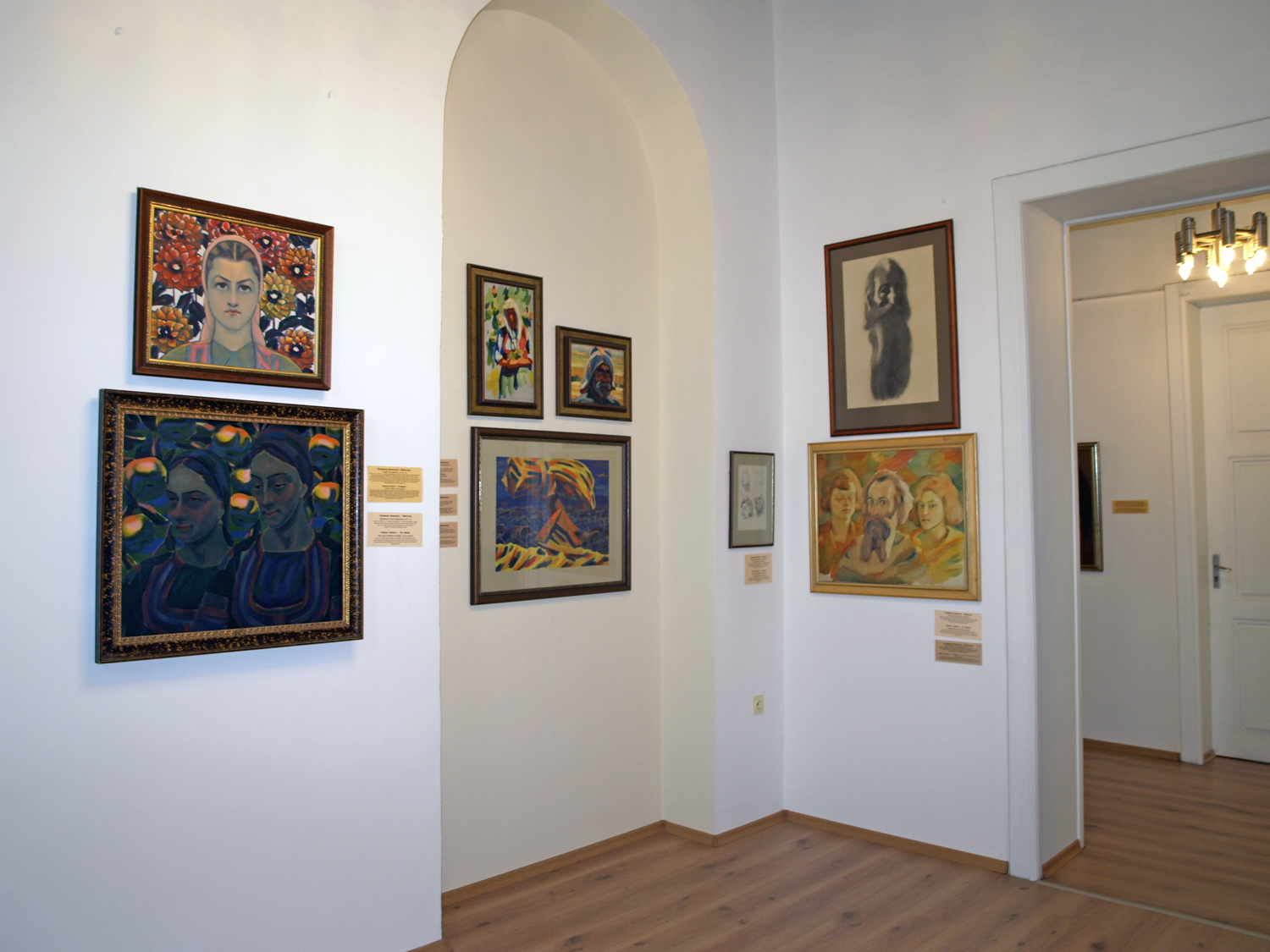
Роботи Владимира Димитрова у Пловдивській галереї образотворчого мистецтва

## Творчість
У своїх картинах Владимир Димитров використовував яскраві кольори. Його творість можна охарактеризувати радше як фовізм, ніж експресіонізм. Використовував різні постімпресіоністські техніки, однак його твори завжди залишались реалістичними, а фігури і композиції часто спрощеними, щоб бути доступнішими для сприйняття широкій публіці.
Понад 700 олійних картин Майстори виставлено в Художній галереї імені Владимира Димитрова у Кюстендилі.
Серед найвідоміших картин Майстра:
- «Дівчина з Шишковців», відома також як «Болгарська Мадонна» (1920—1930);[6]
- «Дівчата» (1925—1935);
- «Молоді сестри з села Дивля» (1928—1930);
- «Вербна неділя» (1928);
- «Дівчата з Кюстендилського краю», «Жниця» і «Дівчина з яблуками» (1930—1935);
- «Женці за обідом» і «Сільська дівчина серед маків» (1935—1938).

## Відзнаки
- 1944 рік — почесний житель міста Кюстендил.
- 1950 — «Заслужений художник»
- 1952 — «Народний художник» Народної республіки Болгарія

- Димитрівська нагорода (1950)
- орден «Кирило и Мефодій» першого ступеня (1952)
- орден «Народна републіка Болгарія» першого ступеня (1957)
- орден «Георгій Димитров» (1959)

Пік Майстори на острові Гринвіч у групі Південних Шетландських островів в Антарктиці названий на честь художника.